# Championnats de France de natation en petit bassin 2016
Navigation
Angers 2015 Montpellier 2017
La 13e édition des Championnats de France de natation en petit bassin s'est tenue du 17 au 20 novembre à Angers.

## Podiums

### Hommes
| Discipline       | Médaille d'or                                                               | Performance    | Médaille d'argent                                                                        | Performance    | Médaille de bronze                                                               | Performance    |
| Nage libre       |                                                                             |                |                                                                                          |                |                                                                                  |                |
| 50 m             | Clément Mignon CN Marseille                                                 | 21 s 32        | Jérémy Stravius Amiens Métropole Natation                                                | 21 s 46        | Yonel Govindin CN Marseille                                                      | 21 s 63        |
| 100 m            | Medhy Metella CN Marseille                                                  | 46 s 51        | Clément Mignon CN Marseille                                                              | 47 s 05        | Oussama Sahnoune CN Marseille                                                    | 47 s 77        |
| 200 m            | Jordan Pothain Nautic Club Alp'38                                           | 1 min 44 s 36  | Clément Mignon CN Marseille                                                              | 1 min 44 s 65  | Jonathan Atsu Dauphins du TOEC                                                   | 1 min 45 s 12  |
| 400 m            | Jordan Pothain Nautic Club Alp'38                                           | 3 min 40 s 72  | Mehdi Lagili SO Millau                                                                   | 3 min 44 s 49  | Joris Bouchaut Dauphins du TOEC                                                  | 3 min 44 s 71  |
| 800 m            | Joris Bouchaut Dauphins du TOEC                                             | 7 min 41 s 80  | Anthony Pannier AAS Sarcelles Nat. 95                                                    | 7 min 45 s 79  | David Aubry Montpellier 3MUC Natation                                            | 7 min 48 s 47  |
| 1500 m           | Joris Bouchaut Dauphins du TOEC                                             | 14 min 46 s 47 | Anthony Pannier AAS Sarcelles Nat. 95                                                    | 14 min 51 s 77 | David Aubry Montpellier 3MUC Natation                                            | 14 min 58 s 18 |
| Papillon         |                                                                             |                |                                                                                          |                |                                                                                  |                |
| 50 m             | Jérémy Stravius Amiens Métropole Natation                                   | 22 s 75        | Mehdy Metella CN Marseille                                                               | 22 s 91        | Clément Mignon CN Marseille                                                      | 23 s 47        |
| 100 m            | Mehdy Metella CN Marseille                                                  | 50 s 16        | Jérémy Stravius Amiens Métropole Natation                                                | 50 s 29        | Nans Roch CN Antibes                                                             | 51 s 76        |
| 200 m            | Nans Roch CN Antibes                                                        | 1 min 55 s 83  | Paul Lemaire Dauphins du TOEC                                                            | 1 min 58 s 30  | Romain Mrowinski CN Cévennes Alès                                                | 1 min 58 s 30  |
| Dos              |                                                                             |                |                                                                                          |                |                                                                                  |                |
| 50 m             | Jérémy Stravius Amiens Métropole Natation                                   | 22 s 97        | Benjamin Stasiulis CN Marseille                                                          | 23 s 68        | Thomas Avetand Amiens Métropole Natation                                         | 24 s 41        |
| 100 m            | Benjamin Stasiulis CN Marseille                                             | 51 s 04        | Thomas Avetand Amiens Métropole Natation                                                 | 51 s 55        | Oleg Garasymovytch CN Avignon                                                    | 51 s 95        |
| 200 m            | Oleg Garasymovytch CN Avignon                                               | 1 min 53 s 12  | Maxence Orange Nantes Natation                                                           | 1 min 53 s 21  | Benjamin Stasiulis CN Marseille                                                  | 1 min 54 s 54  |
| Brasse           |                                                                             |                |                                                                                          |                |                                                                                  |                |
| 50 m             | Thomas Dahlia CN Antibes                                                    | 27 s 14        | Eddie Moueddene Amiens Métropole Natation                                                | 27 s 17        | Jean Dencausse CN Marseille                                                      | 27 s 43        |
| 100 m            | Jean Dencausse CN Marseille                                                 | 59 s 31        | Théo Bussiere CN Marseille                                                               | 59 s 42        | Thomas Dahlia CN Antibes                                                         | 59 s 73        |
| 200 m            | Jean Dencausse CN Marseille                                                 | 2 min 06 s 71  | Thomas Dahlia CN Antibes                                                                 | 2 min 08 s 01  | Jérémy Desplanches Olympic Nice Natation                                         | 2 min 08 s 59  |
| 4 nages          |                                                                             |                |                                                                                          |                |                                                                                  |                |
| 100 m            | Jérémy Desplanches Olympic Nice Natation                                    | 53 s 81        | Clément Mignon CN Marseille                                                              | 53 s 94        | Eddie Moueddene Amiens Métropole Natation                                        | 54 s 10        |
| 200 m            | Jérémy Desplanches Olympic Nice Natation                                    | 1 min 55 s 30  | Ganesh Pedurand Dauphins du TOEC                                                         | 1 min 57 s 78  | Oleg Garasymovytch CN Avignon                                                    | 1 min 58 s 59  |
| 400 m            | Jérémy Desplanches Olympic Nice Natation                                    | 4 min 07 s 47  | Guillaume Laure CN Antibes                                                               | 4 min 15 s 46  | Ambroise Petit CN Antibes                                                        | 4 min 16 s 82  |
| Relais           |                                                                             |                |                                                                                          |                |                                                                                  |                |
| 4 × 50 m         | CN Marseille Clément Mignon Yonel Govindin Mehdy Metella Oussama Sahnoune   | 1 min 26 s 48  | Amiens Métropole Natation Jérémy Stravius Thomas Avetand Maxime Grousset Eddie Moueddene | 1 min 26 s 90  | Dauphins du TOEC Jonathan Atsu Ganesh Pedurand Florian Coiffard Remi Meresse     | 1 min 29 s 44  |
| 4 × 50 m 4 nages | CN Marseille Benjamin Stasiulis Jean Dencausse Medhy Metella Clément Mignon | 1 min 35 s 26  | Amiens Métropole Natation Thomas Avetand Eddie Moueddene Jérémy Stravius Maxime Grousset | 1 min 36 s 07  | CN Marseille II Paul-Gabriel Bedel Théo Bussiere Oussama Sahnoune Yonel Govindin | 1 min 38 s 48  |

### Femmes
| Discipline       | Médaille d'or                                                          | Performance    | Médaille d'argent                                                    | Performance    | Médaille de bronze                                                                  | Performance    |
| Nage libre       |                                                                        |                |                                                                      |                |                                                                                     |                |
| 50 m             | Anna Santamans CN Marseille                                            | 24 s 30        | Mélanie Henique CN Marseille                                         | 24 s 35        | Léna Bousquin ASPTT Toulouse                                                        | 24 s 93        |
| 100 m            | Anna Santamans CN Marseille                                            | 53 s 51        | Marie Wattel Montpellier 3MUC Natation                               | 53 s 54        | Assia Touati Dauphins du TOEC                                                       | 54 s 03        |
| 200 m            | Charlotte Bonnet Olympic Nice Natation                                 | 1 min 53 s 17  | Assia Touati Dauphins du TOEC                                        | 1 min 55 s 97  | Sharon van Rouwendaal Montpellier 3MUC Natation                                     | 1 min 56 s 54  |
| 400 m            | Charlotte Bonnet Olympic Nice Natation                                 | 4 min 02 s 56  | Sharon van Rouwendaal Montpellier 3MUC Natation                      | 4 min 05 s 91  | Alizée Morel Dauphins du TOEC                                                       | 4 min 06 s 83  |
| 800 m            | Sharon van Rouwendaal Montpellier 3MUC Natation                        | 8 min 23 s 89  | Alizée Morel Dauphins du TOEC                                        | 8 min 26 s 69  | Anna Egorova Russie                                                                 | 8 min 27 s 03  |
| 1500 m           | Eva Bonnet Denain Porte du Hainaut                                     | 16 min 11 s 06 | Adeline Furst Dauphins Obernai                                       | 16 min 12 s 41 | Margaux Bernard Montpellier 3MUC Natation                                           | 16 min 18 s 02 |
| Papillon         |                                                                        |                |                                                                      |                |                                                                                     |                |
| 50 m             | Mélanie Henique CN Marseille                                           | 25 s 15        | Marie Wattel Montpellier 3MUC Natation                               | 26 s 17        | Mathilde Cini Valence Triathlon                                                     | 26 s 39        |
| 100 m            | Mélanie Henique CN Marseille                                           | 57 s 75        | Justine Bruno Beauvaisis Aquatic Club                                | 1 min 00 s 04  | Lara Grangeon CN Caledoniens                                                        | 1 min 00 s 05  |
| 200 m            | Marie Wattel Montpellier 3MUC Natation                                 | 2 min 09 s 29  | Lara Grangeon CN Caledoniens                                         | 2 min 09 s 44  | Sharon van Rouwendaal Montpellier 3MUC Natation                                     | 2 min 11 s 69  |
| Dos              |                                                                        |                |                                                                      |                |                                                                                     |                |
| 50 m             | Mélanie Henique CN Marseille                                           | 26 s 58        | Mathilde Cini Valence Triathlon                                      | 27 s 05        | Valeriya Egorova Montpellier 3MUC Natation                                          | 27 s 90        |
| 100 m            | Mathilde Cini Valence Triathlon                                        | 58 s 73        | Valeriya Egorova Montpellier 3MUC Natation                           | 59 s 11        | Pauline Mahieu US Saint-André                                                       | 59 s 94        |
| 200 m            | Sharon van Rouwendaal Montpellier 3MUC Natation                        | 2 min 06 s 70  | Pauline Mahieu US Saint-André                                        | 2 min 09 s 19  | Mathilde Cini Valence Triathlon                                                     | 2 min 11 s 97  |
| Brasse           |                                                                        |                |                                                                      |                |                                                                                     |                |
| 50 m             | Solène Gallego Dauphins du TOEC                                        | 31 s 07        | Carmella Kitching Montauban Natation                                 | 31 s 35        | Justine Bruno Beauvaisis Aquatic Club                                               | 31 s 43        |
| 100 m            | Solène Gallego Dauphins du TOEC                                        | 1 min 06 s 77  | Fanny Deberghes ASPTT Montpellier                                    | 1 min 07 s 61  | Camille Dauba CN Sarreguemines                                                      | 1 min 07 s 71  |
| 200 m            | Camille Dauba CN Sarreguemines                                         | 2 min 24 s 23  | Laura Paquit Lyon Natation Métropole                                 | 2 min 26 s 53  | Solène Gallego Dauphins du TOEC                                                     | 2 min 27 s 23  |
| 4 nages          |                                                                        |                |                                                                      |                |                                                                                     |                |
| 100 m            | Charlotte Bonnet Olympic Nice Natation                                 | 58 s 99        | Mathilde Cini Valence Triathlon                                      | 1 min 01 s 46  | Laurine Del'homme CNO Saint-Germain-en-Laye                                         | 1 min 02 s 37  |
| 200 m            | Charlotte Bonnet Olympic Nice Natation                                 | 2 min 08 s 97  | Fantine Lesaffre Montpellier 3MUC Natation                           | 2 min 10 s 69  | Lara Grangeon CN Caledoniens                                                        | 2 min 12 s 94  |
| 400 m            | Fantine Lesaffre Montpellier 3MUC Natation                             | 4 min 35 s 05  | Sharon van Rouwendaal Montpellier 3MUC Natation                      | 4 min 41 s 59  | Cyrielle Duhamel Stade Béthune Pélican Club                                         | 4 min 42 s 27  |
| Relais           |                                                                        |                |                                                                      |                |                                                                                     |                |
| 4 × 50 m         | CN Marseille Anna Santamans Anouchka Martin Cloé Hache Mélanie Henique | 1 min 38 s 70  | Dauphins du TOEC Assia Touati Lauriane Haag Alizée Morel Lou Ditiere | 1 min 40 s 51  | Amiens Métropole Natation Claire Blossier Zoé Bonnamy Mathilde Jean Jodie Foulquier | 1 min 43 s 90  |
| 4 × 50 m 4 nages |                                                                        |                |                                                                      |                |                                                                                     |                |